# Långträsket (Nedertorneå socken, Norrbotten)
Långträsket är en sjö i Haparanda kommun i Norrbotten och ingår i Sangisälvens huvudavrinningsområde. Sjön har en area på 0,431 kvadratkilometer och ligger 31,1 meter över havet.

## Delavrinningsområde
Långträsket ingår i det delavrinningsområde (733779-184766) som SMHI kallar för Ovan 733680-184775. Medelhöjden är 42 meter över havet och ytan är 32,85 kvadratkilometer. Räknas de 60 avrinningsområdena uppströms in blir den ackumulerade arean 748,15 kvadratkilometer. Avrinningsområdets utflöde Sangisälven (Raitajoki) mynnar i havet. Avrinningsområdet består mestadels av skog (76 procent). Avrinningsområdet har 0,51 kvadratkilometer vattenytor vilket ger det en sjöprocent på 1,5 procent.